# TMUB2
TMUB2 (англ. Transmembrane and ubiquitin like domain containing 2) – білок, який кодується однойменним геном, розташованим у людей на короткому плечі 17-ї хромосоми. Довжина поліпептидного ланцюга білка становить 321 амінокислот, а молекулярна маса — 33 788.
| 10         |  | 20         |  | 30         |  | 40         |  | 50         |
| ---------- |  | ---------- |  | ---------- |  | ---------- |  | ---------- |
| MISRHLQNNL |  | MSVDPASSQA |  | MELSDVTLIE |  | GVGNEVMVVA |  | GVVVLILALV |
| LAWLSTYVAD |  | SGSNQLLGAI |  | VSAGDTSVLH |  | LGHVDHLVAG |  | QGNPEPTELP |
| HPSEGNDEKA |  | EEAGEGRGDS |  | TGEAGAGGGV |  | EPSLEHLLDI |  | QGLPKRQAGA |
| GSSSPEAPLR |  | SEDSTCLPPS |  | PGLITVRLKF |  | LNDTEELAVA |  | RPEDTVGALK |
| SKYFPGQESQ |  | MKLIYQGRLL |  | QDPARTLRSL |  | NITDNCVIHC |  | HRSPPGSAVP |
| GPSASLAPSA |  | TEPPSLGVNV |  | GSLMVPVFVV |  | LLGVVWYFRI |  | NYRQFFTAPA |
| TVSLVGVTVF |  | FSFLVFGMYG |  | R          |  |            |  |            |

A: Аланін

C: Цистеїн

D: Аспарагінова кислота

E: Глутамінова кислота

F: Фенілаланін

G: Гліцин

H: Гістидин

I: Ізолейцин

K: Лізин

L: Лейцин

M: Метіонін

N: Аспарагін

P: Пролін

Q: Глутамін

R: Аргінін

S: Серин

T: Треонін

V: Валін

W: Триптофан

Задіяний у такому біологічному процесі, як альтернативний сплайсинг. 
Локалізований у мембрані.